# Руденко, Валентина Степановна
Вале́нтина Степа́новна Руде́нко (род. 7 декабря 1958 года, Прилуки, Черниговская область) — украинский государственный и политический деятель, госслужащий 1-го ранга, Заслуженный деятель искусств Украины, советник Президента Украины Виктора Ющенко, директор программ Института «Стратегические инициативы», медиаэксперт, преподаватель дипломатической академии при МИД Украины.

## Биография
Валентина Руденко родилась в г. Прилуки Черниговской обл.
В 1974 году стала победителем Всесоюзного конкурса школьных сочинений «Моя Родина» и имела публикацию в газете «Комсомольская правда».

### Образование
В 1975 г. окончила украинскую среднюю школу № 7 города Прилуки, с отличием.
В 1979 году поступила в Киевского государственного университета театра, кино и телевидения им. И. К. Карпенко-Карого по специальности театровед, продюсер, и закончила обучение в 1985 году.
1985—1987 — соискатель Института искусствознания им. М. Рыльского Академии наук УССР.
В 1991 г. окончила Высшие курсы сценаристов и кинорежиссёров Госкино СССР в Москве. Училась в творческой мастерской Л. Гуревича, Е. Дубровского, Е. Рязанова и Н. Михалкова.

### Творчество
В 1989 году создала авторский фильм «Без меня» («Киевнаучфильм»), где была сценаристом и режиссёром. Фильм получил награды Всесоюзного и международных кинофестивалей. Это стало первым международным признанием Валентины Руденко как кинематографиста.
В 1992 году получила приглашение от немецкой компании ZDF для производства полнометражного авторского кинофильма «Гагарин, я Вас любила», где выступила сценаристом и режиссёром. Это был первый в истории Украины международный творческий контракт, подписанный кинематографистами Независимой Украины. Фильм получил признание как на Родине, так и заграницей, в частности, Гран-при на МКФ в Критей (Франция, 1994 г.), Приз кинокритики МКФ в Лейпциге (ФРГ, 1993 г.), Гран-при МКФ авторского кино в Минске (Беларусь, 1995 г.).
В 1994 году создала авторский фильм «Мулен Руж» (производство «Интерньюз Украина»), где была сценаристом и режиссёром. Получила Приз за режиссуру на МКФ в Кракове (Польша, 1995 г.), Награда экуменического жюри на МКФ в Локарно (Швейцария, 1995 г.)

### Трудовая деятельность
1975—1987 — работала на должностях специалиста по обработке киноплёнки учебной киностудии, администратор киносъёмочной группы, директором кинофильма.
1991—2000 — преподаватель кафедры кинорежиссуры Киевского университета театрального искусства им. И. Карпенко-Карого.
В 1995 году Валентина Руденко вместе с Александром Роднянским занималась созданием первого украинского общенационального канала «1+1». Включительно до 2005 года была одним из авторов бренда и идейного наполнения телеканала «1+1», бессменным руководителем и автором PR-сопровождения телеканала и его команды звезд.
В период создания и развития «1+1» принимала непосредственное участие в разработке контента телеканала, авторских проектов и была автором и ведущей программы «Глухомания» (1996—2000) и программы «Своё кино» (2000—2002).
С 2002 по 2005 год вместе с Александром Роднянским участвует в создании первого развлекательного телеканала «СТС» (Россия). В 2004 году Валентина Руденко — PR-директор холдинга «СТС — Медиа, Инк.»
2005—2007 — советник Президента Украины. Руководитель Главной коммуникационной службы Секретариата Президента Украины.
2009—2010 — Заместитель Главы Секретариата Президента Украины. Была одним из ключевых менеджеров команды Президента Виктора Ющенко.
С 2010 года — советник экс-президента Украины В. А. Ющенко.

## Общественная деятельность
С 2009 по 2011 год — член Наблюдательного совета ГП "Национального культурно-художественного и музейного комплекса «Мыстецкий Арсенал», с 2009 года по настоящее время — член попечительских советов нескольких музеев и национальных парков
2010—2011 — арт-директор международного кинофестиваля «Молодость» (40-й и 41-й кинофестиваль).
С марта 2014 года участвует в благотворительных проектах помощи Вооружённым силам Украины.

## Награды
В 1999 году Валентина Руденко стала лауреатом фестиваля «Золотая Фортуна» и получила награду за лучшую программу («Глухомания»).
В 2007 году получила звание Заслуженного деятеля искусств Украины.
В 2005, 2006, 2007, 2008, 2009 годах — Валентина Руденко становилась победительницей рейтинга «100 самых влиятельных женщин Украины» по версии журнала «Фокус».

## Влияние
Группа «Ундервуд» стала известна благодаря композиции «Гагарин, я Вас любила!», посвящённой первому человеку в мире, совершившему космический полёт. Лидер группы Максим Кучеренко написал её под впечатлением от авторского фильма режиссёра и сценариста Валентины Руденко.